# Germarostes punctulatus
Germarostes punctulatus là một loài bọ cánh cứng trong họ Hybosoridae. Loài này được Ohaus miêu tả khoa học năm 1911.